# Архипово (Архангельська область)
Архипово (рос. Архипово) — присілок в Приморському районі Архангельської області Російської Федерації.
Населення становить 21 особу. Входить до складу муніципального утворення Талазьке поселення.

## Історія
Від 2004 року входить до складу муніципального утворення Талазьке поселення.

## Населення
| 2002 | 2010 | 2012 |
| ---- | ---- | ---- |
| 23   | ↘18  | ↗21  |